# Pinecone Burke Park
Pinecone Burke Park är en park i Kanada.   Den ligger i provinsen British Columbia, i den södra delen av landet, 3 500 km väster om huvudstaden Ottawa. Pinecone Burke Park ligger 931 meter över havet.
Terrängen runt Pinecone Burke Park är bergig, och sluttar österut. Runt Pinecone Burke Park är det mycket glesbefolkat, med 3 invånare per kvadratkilometer..
Trakten runt Pinecone Burke Park består i huvudsak av gräsmarker.